# 颖园
颖园是中国浙江省湖州市南浔区南浔镇的一座园林，位于便民路，建于晚清。
颖园为晚清南浔“八牛”之一富商陈熊的私家花园，始建于清同治元年（1862年），于光绪六年（1875年）落成。颖园占地11.07亩，布局紧凑，环菏花池筑玉香阁、赏月楼、养心榭。假山上有梅石亭。颖园内多各种雕刻，包括砖雕、石雕、木雕。
2003年1月20日公布为湖州市文物保护单位。